# Tobias Barreto
Tobias Barreto là một đô thị thuộc bang Sergipe, Brasil. Đô thị này có diện tích 1119,1 km², dân số năm 2007 là 47239 người, mật độ 42,21 người/km².